# Selago oppositifolia
Selago oppositifolia är en flenörtsväxtart som beskrevs av O.M. Hilliard. Selago oppositifolia ingår i släktet Selago och familjen flenörtsväxter. Inga underarter finns listade i Catalogue of Life.